# William Kiptarus Tanui
William Kiptarus Tanui (Terik, 22 de febrer, 1964) és un ex atleta kenyià de mig fons.
William Tanui fou notícia quan guanyà els trials kenyans de classificació per als Jocs de la Commonwealth de 1989 a la prova de 1500 m, però només pogué ser sisè als Jocs el 1990 a Auckland. El mateix any fou or als 800 m del campionat d'Àfrica al Caire. Al Campionat del Món Indoor de Sevilla 1991, Tanui acabà primer però fou desqualificat per sortir del seu carrer massa aviat. El mateix any guanyà l'or als Jocs Panafricans.
El seu gran moment arribà als Jocs Olímpics de Barcelona 1992. Derrotà el seu company Nixon Kiprotich i guanyà la medalla d'or. En canvi, al Campionat del Món de l'any següent a Stuttgart només fou setè.
Fou segon als 800 m de la Copa del Món de la IAAF els anys 1992 i 1994.
Els darrers anys de la seva carrera se centrà en la prova de 1500 m. Fou 5è als Jocs Olímpics d'Atlanta 1996, tercer al Campionat del Món Indoor de París 1997 i quart a Maebashi 1999.